# Izet Haračić
Izet Haračić (ur. 16 lipca 1965 w Sarajewie, zm. 1 września 2015 w Round Hill) – bośniacki bobsleista, uczestnik igrzysk olimpijskich (1994).
W lutym 1994 roku wystąpił na igrzyskach olimpijskich w Lillehammer. Wystąpił w jednej konkurencji – czwórkach mężczyzn. Bośniacki zespół, w którym poza nim wystąpili Zoran Sokolović, Nizar Zaciragić i Igor Boras, zajął 29. miejsce, ostatnie wśród sklasyfikowanych bobów.